# La Banda Elástica
La Banda Elástica fue una agrupación argentina de jazz que fusionaba con diversos estilos como folklore, tango y rock, con aportes humorísticos, fundada en 1988 por el compositor, humorista, multinstrumentista y director de orquesta Ernesto Acher y el pianista Jorge Navarro. Estuvo integrada por ocho músicos provenientes del ambiente del jazz y se disolvió en 1993 después de grabar tres discos.

## Historia
Acher le propuso a fines de 1987 a Navarro formar un grupo que tuviera como base el trío en el que tocaba el pianista, con Juan Amaral en bajo y Pocho Lapouble en batería. Lapouble no pudo integrar la banda y fue reemplazado por Enrique Roizner, y se sumaron Carlos Costantini (trompeta, flügelhorn, teclado, bajo, canto, composición y arreglos), Hugo Pierre (saxo alto y soprano, clarinete), Enrique Varela (saxo tenor y soprano, clarinete, canto) y Ricardo Lew (guitarra, bajo, percusión, composición y arreglos). Acher se hizo cargo del trombón, el saxo barítono, el clarinete, el clarinete bajo, el corno inglés, el piano, voz, composición y arreglos, y Navarro de piano, teclado, percusión, vibráfono y voz.

La idea inicial era una suerte de bandita dixieland con variantes, pero a medida que probábamos cosas apareció un grado de versatilidad que al principio no estaba en los planes.
Ernesto Acher

Ensayaron durante los primeros meses de 1988 y debutaron en el Teatro Nacional Cervantes de Buenos Aires con lleno total.
En el repertorio había versiones de la zamba «Luna tucumana» (de Atahualpa Yupanqui), el jazz «Ragtime para tres» (de Scott Joplin), el rock «Proud Mary» (de Creedence Clearwater Revival) y los tangos «A Orlando Goñi» (de Antonio Gobbi) y «Flores negras» (de Francisco de Caro), así como «Homenaje al trío de Benny Goodman» (con fragmentos de «If I Had You» y «Avalon») y «Pequeño Gershwin ilustrado» (con fragmentos de canciones de George Gershwin como «Rhapsody in blue», «Summertime», «Lady be good» y «Bess, you is my woman now»).
Se presentaron en vivo en Buenos Aires (Teatro Blanca Podestá, Teatro Lorange, Teatro del Globo), en Mar del Plata (Teatro de las Estrellas, Teatro Colón), en otras ciudades del interior del país, en Montevideo, en São Paulo y en Asunción.
En 1991 se realizó en el Teatro Ópera y en el Luna Park Juntos en concierto, un espectáculo donde se fusionó la Banda Elástica con la Camerata Bariloche.

## Discografía
- Volumen 1 (1990)
- Volumen 2 (1991)
- Perche mi piace (1992)